# Atyria quicha
Atyria quicha är en fjärilsart som beskrevs av William Schaus 1892. Atyria quicha ingår i släktet Atyria och familjen mätare. Inga underarter finns listade i Catalogue of Life.